# Oxycilla ondo
Oxycilla ondo là một loài bướm đêm trong họ Erebidae.